# Шончен (Канзас)
Шончен (англ. Schoenchen) — місто (англ. city) в США, в окрузі Елліс штату Канзас. Населення — 170 осіб (2020).

## Географія
Шончен розташований за координатами 38°42′46″ пн. ш. 99°19′54″ зх. д. / 38.71278° пн. ш. 99.33167° зх. д. (38.712831, -99.331760).  За даними Бюро перепису населення США в 2010 році місто мало площу 0,29 км², уся площа — суходіл.

## Демографія
Згідно з переписом 2010 року, у місті мешкало 207 осіб у 76 домогосподарствах у складі 59 родин. Густота населення становила 722 особи/км².  Було 86 помешкань (300/км²).
Расовий склад населення:
| - 96,6 % — білих - 1,9 % — корінних американців - 1,4 % — осіб інших рас |

До двох чи більше рас належало 0,0 %. Частка іспаномовних становила 1,9 % від усіх жителів.
За віковим діапазоном населення розподілялося таким чином: 25,6 % — особи молодші 18 років, 61,4 % — особи у віці 18—64 років, 13,0 % — особи у віці 65 років та старші. Медіана віку мешканця становила 35,2 року. На 100 осіб жіночої статі у місті припадало 107,0 чоловіків;  на 100 жінок у віці від 18 років та старших — 102,6 чоловіків також старших 18 років.
Середній дохід на одне домашнє господарство  становив 79 950 доларів США (медіана — 60 000), а середній дохід на одну сім'ю — 76 450 доларів (медіана — 76 250). За межею бідності перебувало 0,5 % осіб, у тому числі 0,0 % дітей у віці до 18 років та 3,7 % осіб у віці 65 років та старших.
Цивільне працевлаштоване населення становило 124 особи. Основні галузі зайнятості: освіта, охорона здоров'я та соціальна допомога — 23,4 %, транспорт — 16,9 %, виробництво — 14,5 %.